# シュタインプケ
シュタインプケ (ドイツ語: Steimbke) は、ドイツ連邦共和国ニーダーザクセン州のニーンブルク/ヴェーザー郡東部に位置する町村（以下、本項では便宜上「町」と記述する）で、ザムトゲマインデ・シュタインプケの行政本部所在地である。

## 地理

### 位置
シュタインプケは郡庁所在地ニーンブルク/ヴェーザーから約10km離れた湿地・荒地に位置しており、町内にブリンデ湖を有する。シュタインベーケ川（"Steinbeeke"、標準ドイツ語では "Steinbach"）が町内を流れている。

### 自治体の構成
- シュタインプケ
- ヴェンデンボステル
- グラースホーフ
- エッケルスホーフ
- リヒテンホルスト
- ゾンネンボルステル

### 隣接する市町村
- ヘームゼン
- レーテム (アラー)
- シュテックゼ
- ローデヴァルト
- ノイシュタット・アム・リューベンベルゲ
- ニーンブルク/ヴェーザー

## 歴史
町内から紀元前800 - 700年頃の骨壺が数多く出土している。文献上は1175年に "Steinanebeki im Logne-Gau" という記述があり、1221年のカレンベルク家の文書には "Hildebrandus de Stenbike" と記されている。ただし、これらの記述が現在のシュタインプケと本当に結びついているかどうかは定かではない。シュタインプケに関する、疑問の余地がない最初の記録は1310年のヴァルスローデの聖ヨハネ修道院の文書で、ホーデンベルク家の三兄弟ヘルマン、リッター、ハインリヒがシュタインプケとグラースホーフの所領をヴァルスローデの修道院に寄贈した際の書類である。
この町の新たな発展には、1934年に石油採掘を始めたブリギッタ労働組合が大きく寄与している。彼らは、人工照明付きのヴァルトシュターディオン、屋内・屋外プールといった充実したスポーツ施設を備えた企業城下町を建設した。しかし、石油産出は減衰し、かつてはシュタインプケの象徴的建造物であった採油ポンプは撤去されていった。

## 宗教
シュタインプケの住民は主にプロテスタントを信仰している。町の中心にはルター派のディオニージー教会がある。定期的に会合や催しが行われている「出会いの家」もプロテスタント教会の施設である。町の新使徒派教会は信者数減少のため2005年に閉鎖された。

## 行政

### 議会
シュタインプケの町議会は13議席からなる。

### 紋章
金地と赤地に上下二分割。上部に黒い採油ポンプ、下部には銀の蹄鉄とその両側に金のブナの葉。

### 姉妹自治体
- Chouzé-sur-Loire（フランス、アンドル＝エ＝ロワール県）

シュタインプケ本課程・実科学校はヴェルダー・ブレーメンの提携校である。

## 経済と社会資本

### 交通
シュタインプケはニーンブルク/ヴェーザーからツェレに至る連邦道B214号線および郡道3号線、6号線、36号線に直接面している。また、ニーンブルク/ヴェーザー交通会社の路線バス第40系統、41系統、42系統がこの町を経由する。

### 公共施設
町の中心部にある町役場にはザムトゲマインデの行政機能が同居している。また、住民の問題に関する相談窓口のビュルガービューロも設置されている。シュタインプケには消防団が組織されている。

### 教育
シュタインプケには基礎課程学校および本課程・実科学校からなる学校センターがある。

## 文化と見所

### 音楽
シュタインプケには古くから音楽隊がある。

### 遺跡
シュタインプケの北縁部には墳丘墓が遺されている。

### スポーツ
1949年に創設されたスポーツクラブ、ブリギッタ＝エルヴェラートはブリギッタ労働組合にちなんで命名された。SVBEのサッカー部門はベツィルクスリーガ（ベツィルク・ハノーファー）に属している。1975年に建設された屋内プールは日光浴室やサウナを備えている。屋外プールは1955年に建設されたものである。

### 年中行事
シュタインプケ射撃協会の射撃祭や収穫祭が毎年開催されている。

### 名物料理
毎年アスパラガスの季節にはシュタインプケでも新鮮なニーンブルクのアスパラガス料理が食される。

## 引用
1. ↑  Landesamt für Statistik Niedersachsen, LSN-Online Regionaldatenbank, Tabelle A100001G: Fortschreibung des Bevölkerungsstandes, Stand 31. Dezember 2023
2. ↑  Schlichting Band 1, p. 31
3. 1 2  Schlichting Band 1, p. 67
4. ↑  Lüneburger Urk. N., Abt. 15: Kloster Walsrode Urk. 99
5. ↑  シュタインプケ役場